# Distillerie Reimonenq

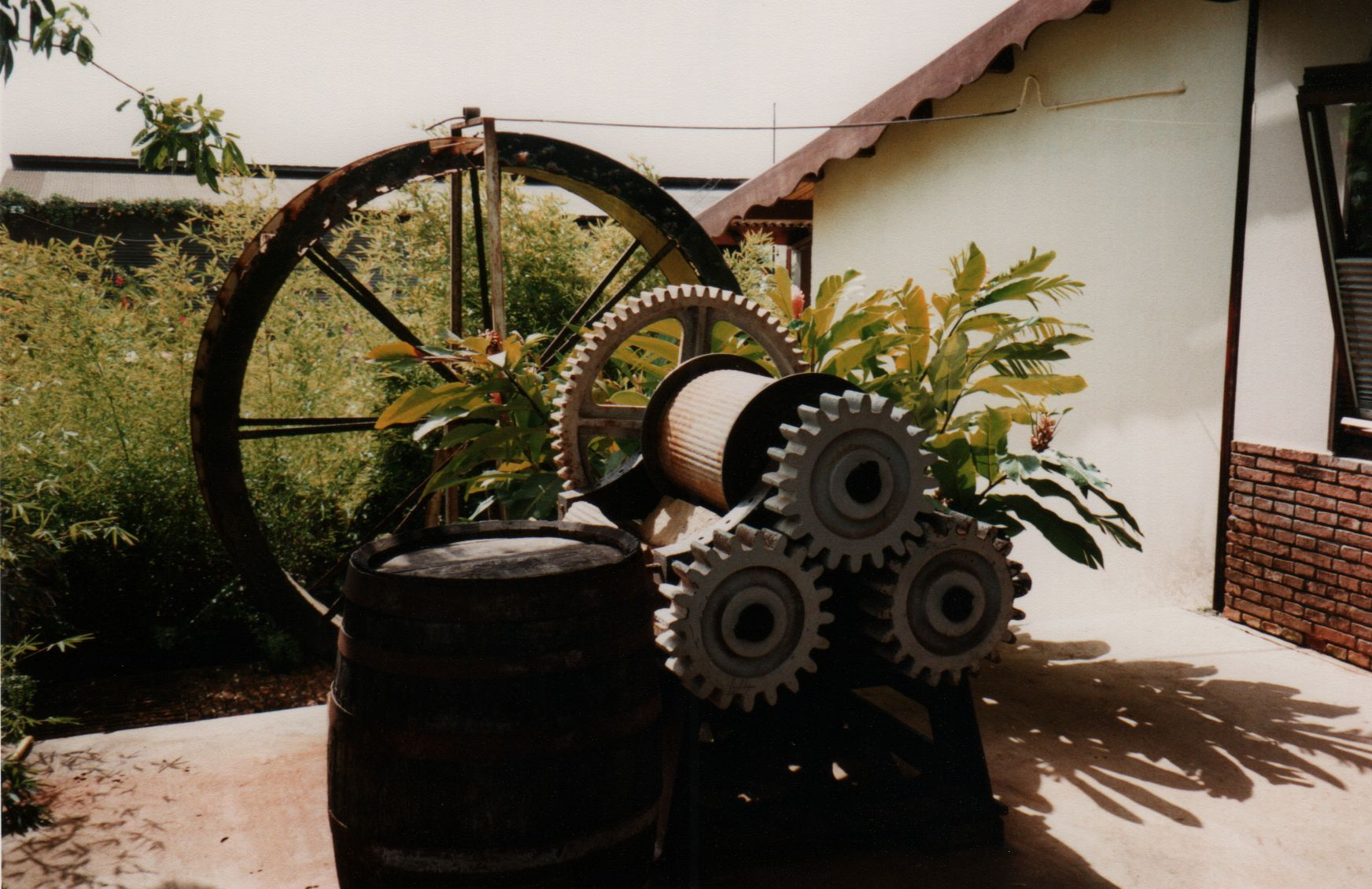
Ancien broyeur de canne à sucre

La distillerie Reimonenq, située sur la commune de Sainte-Rose en Guadeloupe (France), produit le rhum cœur de chauffe. Sur le domaine également est implanté le musée du rhum.

## Production
Pour 30 hectares de terre, la récolte annuelle est de 2 800 tonnes de cannes[réf. nécessaire]. Ce qui permet de produire 240 000 litres du rhum cœur de chauffe à 50°.